# Martin Hašek
Martin Hašek (Pardubice, 11 ottobre 1969) è un allenatore di calcio ed ex calciatore ceco, fino al 1993 cecoslovacco, di ruolo centrocampista.

## Biografia
Suo fratello Dominik è portiere di hockey su ghiaccio. Il suo omonimo figlio è anch'egli calciatore.

## Caratteristiche tecniche

### Giocatore
Giocava da mediano o anche come interno di centrocampo.

### Allenatore
Preferisce giocare con il modulo 4-2-3-1.

## Palmarès

### Club

#### Competizioni nazionali
- Campionato ceco: 5

Sparta Praga: 1997-1998, 1998-1999, 1999-2000, 2000-2001, 2004-2005
- Coppa della Repubblica Ceca: 1

Sparta Praga: 2005-2006